# SN 2010dk
SN 2010dk – supernowa odkryta 16 maja 2010 roku w galaktyce A142856+2019. W momencie odkrycia miała maksymalną jasność 19,30m.